# Paul Cleave
Paul Cleave (ur. 10 grudnia 1974 w Christchurch) – nowozelandzki pisarz, autor powieści kryminalnych.

## Życiorys
Cleave pracował początkowo jako właściciel lombardu. W 2000 r. rozpoczął pracę nad powieścią debiutancką, pt. The Cleaner, którą opublikował w 2006 r. Akcja powieści rozgrywa się w Christchurch i przedstawia historię seryjnego mordercy, który na co dzień pracuje jako sprzątacz w Departamencie Policji w Christchurch. Powieść zdobyła duże uznanie w Nowej Zelandii, później również na innych anglojęzycznych rynkach księgarskich, lecz także w Niemczech, stając się międzynarodowym bestsellerem.
Paul Cleave mieszka i pracuje w Christchurch.